# آسانسور (فیلم ۲۰۱۱)
«آسانسور» (انگلیسی: Elevator) فیلمی در ژانر مهیج است که در سال ۲۰۱۱ منتشر شد. از بازیگران آن می‌توان به جان گتز و شرلی نایت اشاره کرد.